# Ousmane Cissé (basket-ball)
Pour les articles homonymes, voir Cissé et Ousmane Cissé.
Ousmane Cissé (né le 20 octobre 1982 à Bamako, au Mali) est un joueur malien de basket-ball, jouant au poste d'ailier fort.

## Carrière
Ousmane Cissé est drafté par la NBA en 2001, en 47e position par les Nuggets de Denver. Il joue ensuite en NBDL, puis évolue pendant 4 saisons au Bnei Hasharon, en Israël. En 2009, il joue pour l'APOEL Nicosie.
En février 2010, il est le nouvel intérieur du club français de Pro B de l'Étendard de Brest.